# Whit Burnett
Whit Burnett (14 août 1899 - 22 avril 1973) est un auteur et éditeur américain, fondateur du magazine Story (en).
Il édite en 1938 le roman épistolaire Inconnu à cette adresse, écrit par Kressmann Taylor.